# Atti dell'amore
Atti dell'amore (in danese Kjerlighedens Gjerninger) è un'opera teologica scritta nel 1847 sotto forma di discorsi cristiani da Søren Kierkegaard. L'opera è strutturata con discorsi separati in 2 parti, ognuna comprendente rispettivamente 5 e 10 capitoli. Ognuno di questi capitoli parla dell'amore cristiano riflettendo sui significati di molti passi del Vangelo. Kierkegaard scriverà nella prefazione della sua opera:
"Queste riflessioni cristiane, che sono il frutto di molta meditazione, vogliono essere comprese lentamente, per poterlo essere facilmente; mentre di certo rimarranno molto difficili per chi le leggesse di sfuggita e per pura curiosità. «Quel Singolo» che anzitutto riflette per suo conto se voglia leggerle o non, se poi sceglie di leggerle, rifletta amabilmente se la difficoltà o la facilità, una volta che siano messe accuratamente sulla bilancia, non si equilibrino. Ma forse la realtà cristiana è presentata in modo falso, se la si giudica troppo facile o troppo difficile. Sono «riflessioni cristiane», perciò non sull'«amore» - ma sugli «atti dell'amore». Si tratta degli «atti dell'amore», non nel senso che qui siano elencanti o descritti tutti i suoi atti: ben lungi! Neppure ogni singolo atto è descritto in modo esauriente; no, per amor di Dio! Ciò che nella sua ricchezza è essenzialmente inesauribile, è anche nel suo minimo atto essenzialmente indescrivibile, proprio perché ciò ch'è essenzialmente presente, e in modo totale, dappertutto, non si può essenzialmente descrivere."